# Twilight Struggle
Twilight Struggle är ett kortbaserat brädspel för två spelare, som utspelar sig under Kalla kriget, skapat av Ananda Gupta och utgivet av GMT Games från 2005. Den ena spelar USA och den andra Sovjetunionen. Moment som finns i spelet inkluderar statskupper, risk för kärnvapenkrig och rymdkapplöpningen. Spelet anses vara ett av de bästa krigsspel och strategispel som publicerats.

## Mottagande
Twilight Struggle vann Charles S. Roberts pris 2005 för Best Modern Era boardgame,
och 2006 International Gamers Award för Bästa krigsspel (Best Wargame) och Bästa spel för 2 spelare (Best 2 Player Game).  Det blev det första spelet någonsin att vinna två International Gamers Awards. Twilight Struggle nominerades även till Diana Jones Award för Excellence in Gaming.  2007 nominerades spelet av Games Magazine för Bästa historiska simulering (Best Historical Simulation).